# Michiel van der Klis

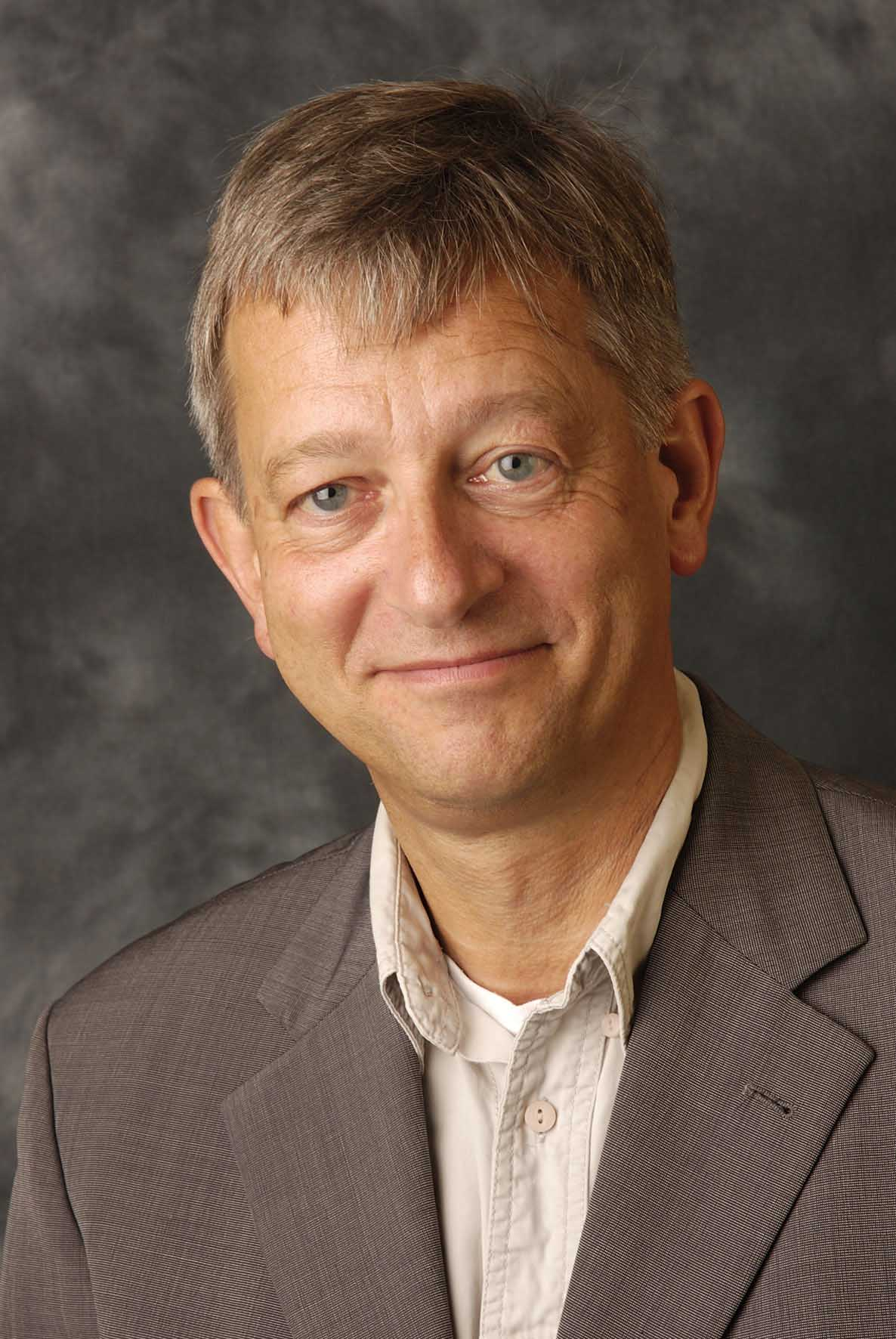

Michiel (Baldur Maximiliaan) van der Klis (Den Haag, 9 juni 1953) is een Nederlandse sterrenkundige en hoogleraar aan de Universiteit van Amsterdam. Hij is voornamelijk bekend om zijn onderzoek naar röntgendubbelsterren, met name vanwege de door hem ontdekte quasi-periodieke oscillaties (QPO's). Hij ontwikkelde ook een wiskundige analysemethode van waarnemingen aan röntgensterren die thans geldt als de gouden standaard in zijn vakgebied. Zijn groep ontdekte tevens de milliseconden röntgenpulsar SAX J1808.4−3658, een ster die per seconde 400 keer om zijn as draait. 
Van der Klis promoveerde in 1983 in Amsterdam bij Ed van den Heuvel op onderzoek naar röntgendubbelsterren. Hierna werkte hij onder andere bij ESTEC in Noordwijk, om in 1989 terug te keren in Amsterdam waar hij in 1993 tot professor benoemd werd. Tot 2011 was hij directeur van het Anton Pannekoek Instituut van de Universiteit van Amsterdam en voorzitter van het bestuur van de Nederlandse Onderzoekschool voor Astronomie (NOVA). Hij is sinds 2002 lid van de Koninklijke Nederlandse Akademie van Wetenschappen (KNAW) en sinds 2003 van de Koninklijke Hollandsche Maatschappij der Wetenschappen (KHMW). In 2019 ging hij aan de Universiteit van Amsterdam met emeritaat.
Van der Klis won de Bruno Rossi prijs (1987), de Pastoor Schmeitsprijs (1989) en de Spinozaprijs (2004). In 2010 is hij door de KNAW aangesteld als Akademiehoogleraar. 
- Bibsys: 90095701
- Bibliothèque nationale de France: cb12438616q (data)
- CiNii: DA07725078
- Digitale Bibliotheek voor de Nederlandse Letteren: klis003
- International Standard Name Identifier: 0000 0001 1651 811X
- Library of Congress Control Number: nr92020249
- Mathematics Genealogy Project: 114549
- NARCIS: PRS1234753
- Nationale Bibliotheek van Israël: 987007430961105171
- Nederlandse Thesaurus van Auteursnamen: 069327173
- Réseau des bibliothèques de Suisse occidentale: 02-A013148536
- Système universitaire de documentation: 033527571
- Virtual International Authority File: 59177232
- WorldCat: E39PBJyX4rHH3jDtVVFYpGTmBP